# Sandra Taylor
Sandra Lisa Korn, meglio nota come Sandra Taylor (Contea di Westchester, 26 dicembre 1966), è un'attrice statunitense.
Attiva dal 1994, è stata diretta spesso da Garry Marshall.
È sposata con David John O'Connell da cui ha avuto due figli: Shelby e Jackson.

## Filmografia parziale
- L.A. Confidential (1997)
- E.R. - Medici in prima linea (1 episodio, 1999)
- Se scappi, ti sposo (1999)
- Pretty Princess (2001)
- Principe azzurro cercasi (2004)
- Appuntamento con l'amore (2010)